# 李道南
李道南（英語：Joseph Li Dao-nan，1902年7月17日—1973年，聖名：若瑟），是天主教中國籍主教及方濟會會士。曾任前蒲圻教區主教（1951年-1973年）。

## 生平

### 鐸職
李道南出生於1902年7月17日，清朝湖北省隨州。幼年喪父，由經營布匹生意的長兄撫養。後進入小修院，1917年進入總修院及加入方濟會。1936年8月15日34歲時在漢口宗座代牧區晉鐸。
1927年，在北京輔仁大學攻讀中國文學，4年後獲文學學士學位。返回漢口後，任聖若瑟主教座堂副本堂。1933年5月赴意大利羅馬朝聖。後曾任漢口嘉納女子中學校長，1940年調任漢口上智中學校長（現武漢市第六中學）。
1944年春，日軍強佔校舍，迫令學校遷址，李道南不僅去職，甚至性命幾乎不保 。二戰結束後，李道南恢復校長職，國民政府要求將上智中學校舍作為日軍產業接收，李道南與政府交涉，使學校遷回原址開學。1947年，武漢“六一”慘案發生後，李親自指揮全校師生上街遊行示威。
1949年2月23日，李道南獲任命為蒲圻宗座監牧區宗座監牧，但仍以上智中學董事長身份住漢口。

### 牧職
1949年10月1日，中國共產黨在中國大陸地區建立中華人民共和國，並開始針對天主教進行宗教迫害及打壓，教會已經無法正常功能。
1951年5月10日，時任教宗庇護十二世將蒲圻宗座監牧區升格為蒲圻教區，並任命李道南成為首任蒲圻教區正權主教。同年6月24日，在漢口由漢口總教區總主教羅錦章晉牧。

### 與中共合作
李道南主教與中國共產黨合作，加入由中國政府控制組織中國天主教友愛國會，並出席1957年6月至7月舉行的中國天主教第一次代表會議。1958年4月13日，李主教未經時任教宗庇護十二世准許祝聖非自選自聖董光清和袁文華為主教。
此後，李道南主教曾任湖北省政協常委及湖北省天主教愛國會副主席。
1963年，與政府合作的李道南主教被劃為右派，送到蒲圻勞動營。文化大革命期間，被批鬥迫害至死亡，享年71歲。